# Crenimugil crenilabis
Crenimugil crenilabis és una espècie de peix de la família dels mugílids i de l'ordre dels mugiliformes.

## Morfologia
- Els mascles poden assolir 60 cm de longitud total.[4][5]

## Reproducció
És ovípar i els ous pelàgics.

## Alimentació
És omnívor.

## Hàbitat
És un peix de clima tropical i associat als esculls de corall que viu entre 0-20 m de fondària.

## Distribució geogràfica
Es troba des del Mar Roig i l'Àfrica oriental fins a les Illes de la Línia, les Tuamotu, el sud del Japó i l'Illa de Lord Howe.

## Ús comercial
Es comercialitza fresc.

## Observacions
És inofensiu per als humans.